# Burgher (peuple)
 (mai 2020).
Cet article concerne le groupe ethnique cingalais. Pour les colons d'Afrique du Sud, voir Burgher.
Le peuple Burgher, dont les membres sont appelés simplement Burghers, est un petit groupe ethnique eurasien du Sri Lanka, formé de descendants de Portugais, de Néerlandais, de Britanniques, et d'autres Européens anciennement établis au Sri Lanka, ayant fait souche.
Le Ceylan portugais et le Ceylan néerlandais couvrirent certaines des provinces maritimes de l'île pendant des siècles avant l'avènement de l'Empire britannique,,.
Avec la mise en place du Ceylan britannique en tant que colonie de la Couronne à la fin du XVIIIe siècle, la plupart de ceux qui avaient conservé des liens étroits avec les Pays-Bas partirent ; néanmoins, une communauté significative de Burghers resta sur place et adopta la langue anglaise. Durant la domination britannique, ses membres tinrent une place économique et sociale importante.
Les colons portugais à Ceylan étaient essentiellement des commerçants qui souhaitaient établir des colonies et Lisbonne ne fit rien pour décourager la colonisation, allant même jusqu'à favoriser les mariages avec les Singhalaises, quoique l'inverse ne fut pas vrai. En ce qui la concerne, la compagnie néerlandaise des Indes orientales n'encourageait pas ces unions, bien qu'un certain nombre de « liaisons non officielles » entre ses employés et les femmes locales aient eu lieu à la fin du XVIIIe siècle.
Beaucoup des Burghers préservèrent leurs coutumes européennes, particulièrement parmi les descendants des Portugais, qui « conservaient leur religion et leur langue européenne avec fierté »,.

## Définition légale
Les Burghers sont définis légalement en 1883 par le Chief Justice, Richard Ottley (en), dans le cadre de la mise en place d'un conseil législatif à Ceylan. Ils sont définis comme étant ceux dont les pères sont nés à Ceylan, avec au moins un ancêtre européen dans la lignée paternelle directe, sans considérer l'origine maternelle ou d'autres groupes ethniques qui pourraient concerner la lignée paternelle. Du fait de cette définition, les Burghers ont presque tous des patronymes européens, beaucoup d'origine portugaise, néerlandaise et britannique, mais aussi, parfois, d'origine allemande, française ou russe.

## Histoire

Pourcentage de Burghers par district selon les recensements de 2001 et de 1981 (dans ce cas en italique).

Les Portugais arrivent en 1505 dans ce que les étrangers appellent « Ceylan ». Dans la mesure où la marine portugaise n'embarque pas de femmes, les marins portugais font souche avec des Singhalaises et des Tamoules, pratique encouragée par le Portugal.
Les Néerlandais prennent contact en 1602 et signent un traité avec le royaume de Kandy. À partir de 1640, la compagnie néerlandaise des Indes orientales (Vereenigde Oostindische Compagnie ou VOC) installe un gouverneur et les Néerlandais gagnent de plus en plus de terrain sur les Portugais, jusqu'à 1658, lorsque les derniers de ceux-ci sont expulsés. Néanmoins, certaines personnes apatrides, descendant de Juifs portugais, les marranes, ainsi que des luso-singhalais sont autorisés à rester. Beaucoup de ces personnes ont un nom portugais du fait des conversions forcées imposées aux autochtones devant travailler pour les Portugais. En conséquence, les personnes portant des noms portugais sont plus susceptibles d'être d'origine singhalaise, seule une très petite partie est d'origine portugaise ou luso-singhalaise. L'origine juive portugaise peut être retracée ou devinée à partir des noms de famille.
Durant l'époque néerlandaise, toutes les opérations dans les colonies se pratiquent sous l'égide de la compagnie néerlandaise des Indes orientales (VOC). À cette époque, pratiquement tous les Burghers sont des employés de la VOC, laquelle emploie non seulement des Néerlandais mais aussi des personnes venues de ce qui est l'actuelle Belgique (Pays-Bas méridionaux), des États germaniques, du Danemark et d'Autriche. Il n'est donc pas rare de trouver des ancêtres issus de ces pays dans les arbres généalogiques des Burghers.
Le terme « Burgher » vient du néerlandais « burger », qui signifie « citoyen », « habitant d'une ville » ; il est proche du terme français de « bourgeois » et apparaît en Europe lorsqu'émerge une classe sociale qui n'est ni aristocratique ni serve. Elle est composée de commerçants, d'artisans et d'entrepreneurs, vivant dans des villes ou leurs abords (les « bourgs »). Ce sont des citoyens libres, disposant du droit de vote. Les entrepreneurs sont encouragés à migrer vers les colonies afin d'étendre les perspectives économiques.
Le Ceylan néerlandais comprend deux sortes de personnes d'ascendance européenne : les employés de la VOC d'une part, et ceux venus à leur propre initiative d'autre part. Ces derniers ne sont pas considérés comme des Burghers, mais sont considérés en fonction de leur position sociale.
Durant la période coloniale britannique commençant en 1796, les Burghers, constituant une population civile euro-descendante, sont appelés Dutch Burger (Burghers néerlandais) par les Britanniques. À l'époque, le terme possède une connotation légèrement péjorative ; il est utilisé pour diviser la population en distinguant les Britanniques et les autres. La communauté Dutch Burger est néanmoins fière de ses réalisations et de ses ascendances européennes. La Dutch Burgher Union of Ceylon (en), créée en 1908, entretient la mémoire des familles, non seulement celles d'origine néerlandaise mais aussi celles de tous les descendants d'Européens (Allemands, Hongrois, Italiens, Français, Suédois…) y compris les Britanniques et les métis de Portugais et cingalais.
Lorsque les Britanniques prennent le pouvoir en 1796, la plupart des employés de la VOC choisissent de quitter Ceylan. Certains s'installent à Batavia (actuelle Jakarta, en Indonésie), quartier général de la VOC. Néanmoins, un nombre significatif choisit de rester, particulièrement les métis. Environ neuf cents familles d'employés de la VOC ou de migrants décident de rester. La plupart se trouvent concentrés à Colombo, Galle, Matara et Jaffna. Une condition leur permettant de rester est d'accepter de signer un traité de capitulation face aux Britanniques ; de nombreux Dutch Burghers peuvent retrouver le nom de leurs ancêtres au bas de ce traité. 
Parmi les Burghers, on trouve des soldats du régiment de Meuron (1781-1816), une unité mercenaire suisse, au service de la VOC. Au cours des négociations diplomatiques qui se tiennent en Europe au moment du changement de gouvernance, de Meuron accepte de prêter allégeance aux Britanniques en échange d'arriérés de paiement. Il livre en retour des informations qui permettent aux Britanniques de connaître en détail le plan des fortifications néerlandaises. Le régiment refuse cependant de combattre les Néerlandais du fait des relations antérieures forgées avec eux à Ceylan et en Afrique du Sud. Après 1796, certains membres du régiment restent à Ceylan, tandis que l'unité part se battre et se distingue sur les champs de bataille en Inde puis au Canada.

## Société

### Démographie
Au recensement de 1981, les Burghers représentaient 39 374 personnes, environ 0,2 % du total de la population. La plus forte concentration se situait à Colombo  et Gampaha. Il existait aussi des communautés significatives à Trinquemale et Batticaloa, environ 20 000 personnes.

### Langues
De nos jours, les Burghers parlent principalement le singhalais. Jusqu'aux débuts du XXe siècle, descendants de Néerlandais y compris, ils parlaient l'anglais et une forme de créole portugais. Le créole portugais fut la langue du commerce et une langue véhiculaire pour les habitants du Sri Lanka ; il est désormais seulement parlé dans les villes côtières de Trinquemale et Batticolao. Son vocabulaire provient du portugais et sa grammaire est basée sur celles du tamoul et du singhalais.
Selon les lieux où ils habitent, les Burghers parlent donc aussi l'anglais et le tamoul. Selon le recensement de 2011, 73,6 % des Burghers parlaient aussi l'anglais et 88,3 % le tamoul.